# Halloween H20: 20 Years Later
Halloween H20: 20 Năm Sau (tựa tiếng Anh: Halloween H20: 20 Years Later) là bộ phim thứ 7 trong loạt phim kinh dị Halloween của tên sát nhân tâm thần Michael Myers, do Steve Miner làm đạo diễn. Halloween H20 được phát hành vào ngày 5 tháng 8 năm 1998, nó đánh dấu kỷ niệm 20 năm phim Halloween bản gốc năm 1978 ra đời.

## Nội dung
Vào ngày 29 tháng 10 năm 1998, ở thị trấn Langdon, Illinois, Marion Chambers-Whittington - người đồng nghiệp cũ của Tiến sĩ Samuel Loomis quay về nhà và phát hiện nhà bà bị đột nhập. Hồ sơ của Laurie Strode, em gái Michael Myers, đã bị mất. Marion chạy qua nhà hai thanh niên hàng xóm nhưng họ đều bị giết. Michael Myers xuất hiện tấn công Marion trước khi cắt cổ bà. Cảnh sát đến nơi đúng lúc Michael rời đi với hồ sơ của Laurie. Hai người cảnh sát thảo luận rằng họ biết về cuộc sống của Loomis. Sống sót sau vụ nổ ở bệnh viện Haddonfield vào năm 1978, Loomis đã về sống ở căn nhà này suốt quãng đời còn lại. Gần hai mươi năm qua, ông không hề tin Michael đã chết và dành phần đời còn lại để tìm hiểu thông tin về người bệnh nhân cũ. Cảnh sát vào căn phòng riêng tư của Loomis, nơi đây có chứa những hình ảnh, bài viết, bài báo về Michael.
Trong khi đó, ở California, Laurie Strode đang sống với người con trai John Tate. Cô làm hiệu trưởng của trường Hillcrest, ngôi trường mà John đang học. Sự kiện năm 1978 đã ám ảnh Laurie và cô lo sợ người anh trai mình sẽ quay trở lại. Laurie sống với hi vọng rằng Michael sẽ không còn truy đuổi cô nữa. Năm xưa cô đã làm giả cái chết của mình trong vụ tai nạn xe hơi, rồi chuyển đến sống ở California với cái tên mới Keri Tate.
Một người phụ nữ và đứa con gái của cô đang đi vệ sinh ở nhà vệ sinh công cộng, họ may mắn không bị Michael giết, hắn chỉ cướp chiếc xe. Ở trường học, các sinh viên đều lên đường đi cắm trại ở Vườn quốc gia Yosemite. Buổi tối đó John, Molly, Charlie và Sarah mở tiệc Halloween dưới tầng hầm. Charlie đi vào bếp và bị Michael giết. Sarah cố gắng bỏ chạy nhưng cũng bị Michael đâm đến chết. Sau đó Michael đuổi theo John và Molly khắp sân trường. Laurie đến cứu họ đúng lúc Michael đến gần. Michael và Laurie đối mặt với nhau lần đầu sau hai thập kỷ.
Laurie cho John và Molly đến nơi an toàn, còn cô thì quay lại ngôi trường để đối đầu với Michael. Laurie ngăn chặn Michael thành công, nhưng cô vẫn chưa hài lòng. Khi cảnh sát đưa xác Michael lên xe cứu thương, Laurie liền leo lên xe lái đi. Michael tỉnh lại tấn công Laurie, khiến chiếc xe bị văng ra khỏi đường. Michael bị mắc kẹt ở giữa chiếc xe cứu thương và một khúc cây, Laurie lấy cây rìu cứu hỏa chặt đầu hắn.

## Diễn viên
- Jamie Lee Curtis vai Laurie Strode / Keri Tate
- Josh Hartnett vai John Tate
- Chris Durand vai Michael Myers
- Michelle Williams vai Molly Cartwell
- Adam Arkin vai Will Brennan
- LL Cool J vai Ronald "Ronny" Jones
- Jodi Lyn O'Keefe vai Sarah Wainthrope
- Adam Hann-Byrd vai Charlie Deveraux
- Janet Leigh vai Norma Watson
- Nancy Stephens vai Marion Chambers-Whittington
- Joseph Gordon-Levitt vai Jimmy Howell
- Lisa Gay Hamilton vai Shirley "Shirl" Jones
- Tom Kane vai Tiến sĩ Samuel Loomis (giọng nói)